# Carcharhinus perezi
El tiburón de arrecife del Caribe, Carcharhinus perezi (a menudo mal escrito, Carcharhinus perezii) es una especie de tiburón réquiem de la familia Carcharhinidae. Con un robusto cuerpo hidrodinámico típico de los tiburones réquiem puede llegar a medir entre 2 y 2.5 metros de longitud, esta especie es difícil de distinguir entre otros miembros de su familia, como el tiburón oscuro (C. obscurus) y el tiburón sedoso (C. falciformis)

## Hábitat
Se encuentra en las aguas tropicales del océano Atlántico occidental desde Florida a Brasil, y es el tiburón de arrecife más comúnmente encontrado en el mar Caribe.

## Alimentación
El tiburón de arrecife del Caribe se alimenta de una gran variedad de peces de arrecifes, tanto óseos, cefalópodos, así como algunos elasmobranquios como las rayas águila (Aetobatus narinari) y las rayas amarillas (Urobatis jamaicensis).

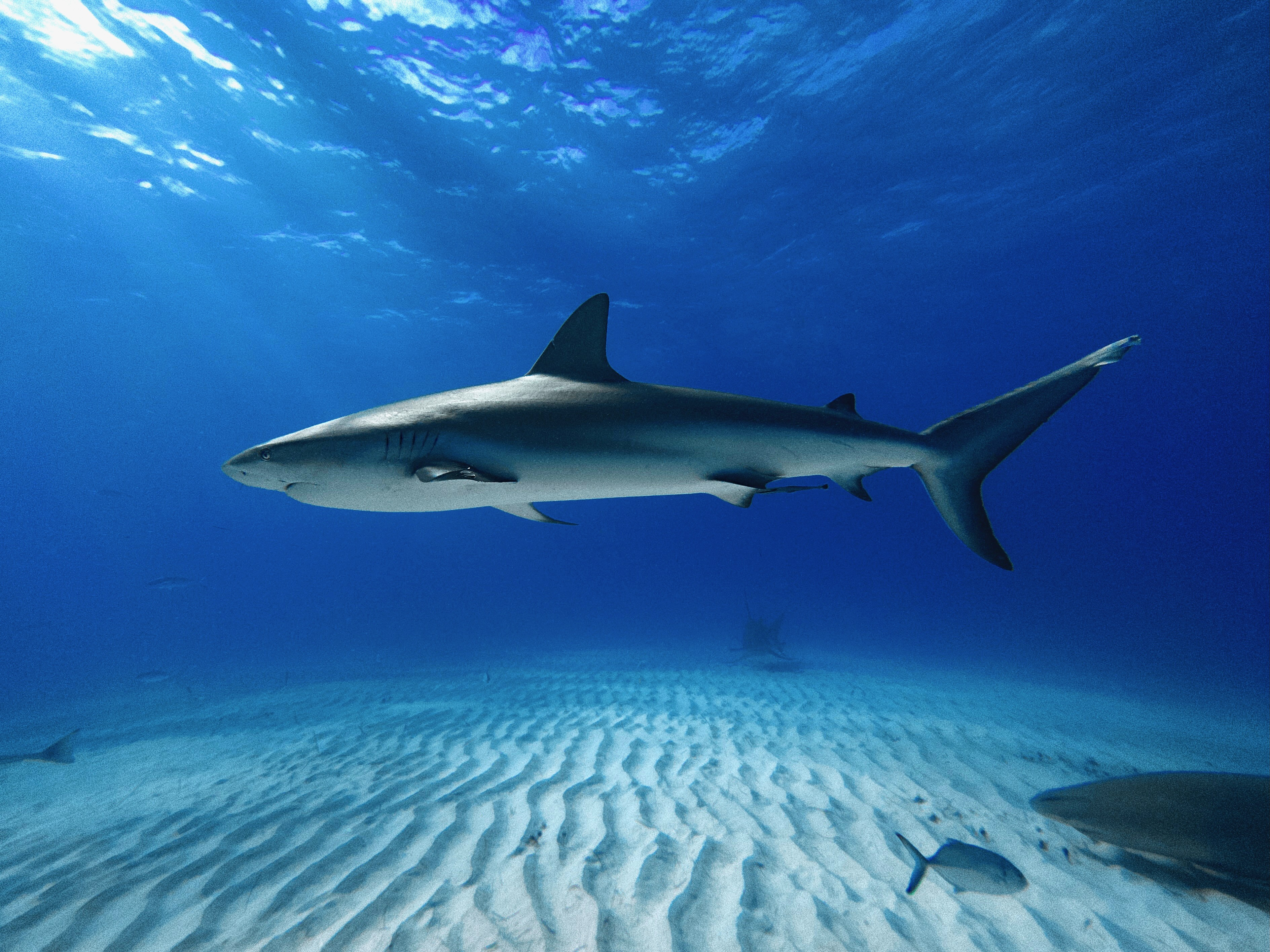
Vista completa de un tiburón de arrecife del Caribe sobre un fondo arenoso cerca de Tiger Beach, Bahamas.
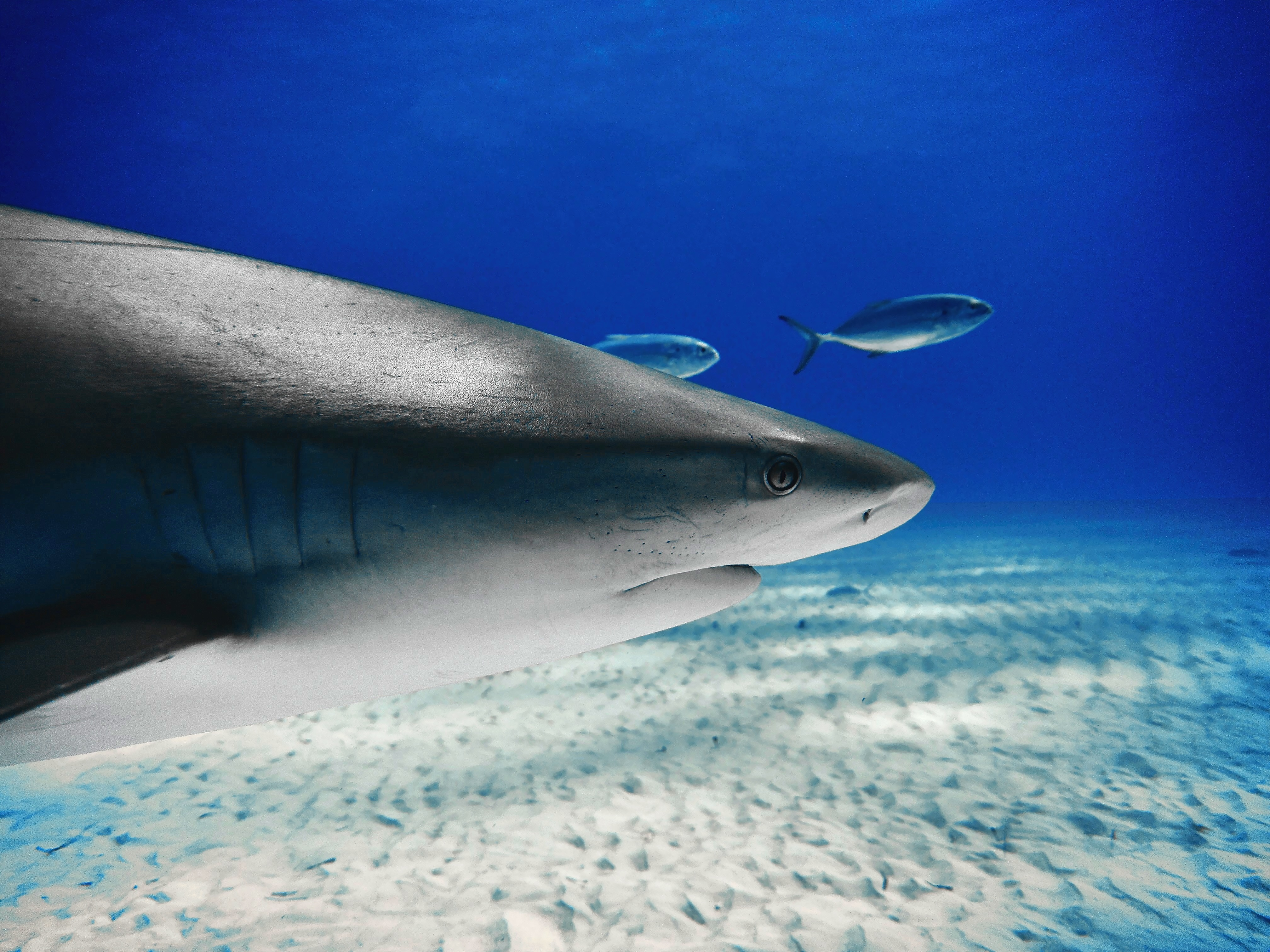
Primer plano de la cabeza de un tiburón de arrecife del Caribe con branquias visibles.
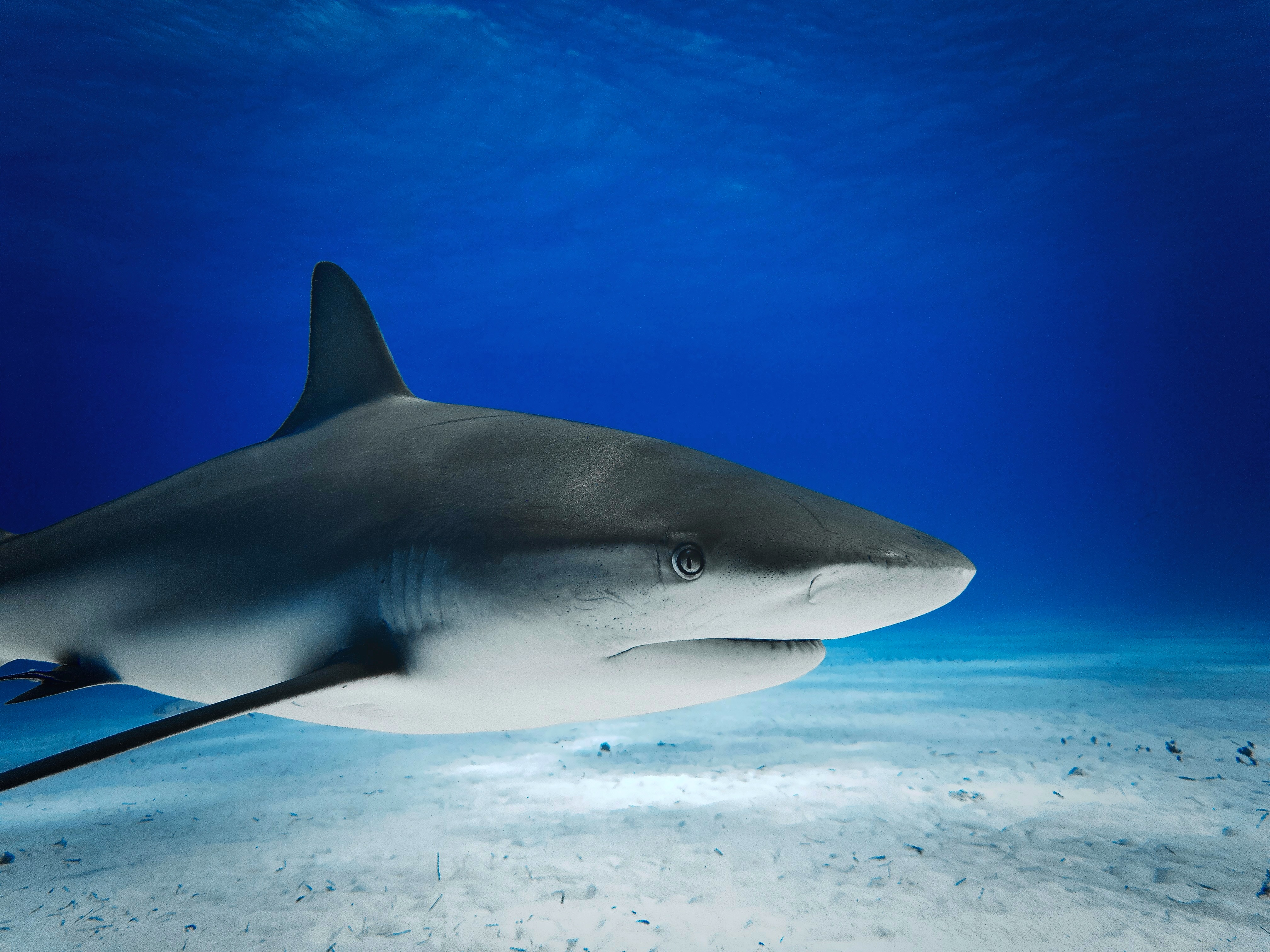
Tiburón de arrecife del Caribe en perfil, resaltando cabeza y tronco.